# Friedrich Alexander Graf
Friedrich Alexander Graf (* 17. Juni 1770 in Saarbrücken; † 17. Juli 1835 in Worms) war ein deutscher evangelischer Theologe.

## Leben
Friedrich Alexander Graf studierte Theologie in Gießen und wirkte danach ab 1792 als Pfarrer in Vendersheim und Mommenheim (in Rheinhessen). 1796 wurde er in derselben Eigenschaft nach Worms berufen. Bei der Organisation der protestantischen Kirche unter der französischen Regierung erhielt er die Stelle eines Konsistorialpräsidenten. Als nach dem Ende der französischen Herrschaft Worms an das Großherzogtum Hessen fiel, wurde Graf Mitglied des Generalkonsistoriums, Kirchenrat und Inspektor der „Diözese Worms“ (später Kirchenkreis Worms). Diese Stelle bekleidete er bis zu seinem Tod. Er starb am 17. Juli 1835 im Alter von 65 Jahren in Worms.
In seinen Schriften befasste sich Graf u. a. mit der Geschichte der Reformation. Seine Predigten und Gelegenheitsreden wurden zum Teil nach seinem Tod unter dem Titel Auswahl christlicher Vorträge (Worms 1839) als Andenken für seine Gemeinde herausgegeben.

## Schriften
- Reformations-Büchlein oder kurzer Bericht von dem Ursprunge und Fortgang der Kirchen-Verbesserung, zur würdigen Feier des dritten evangelischen Jubelfestes. Worms 1817.
- Luther in Worms. Aufruf an die evangelischen Christen dieser Stadt zur Säkular-Feier des Gedächtnisses, da dieser unvergleichliche Glaubensheld am 17. April 1521 allhier vor dem Reichstage stand. Worms 1821.
- Rede bei der hundertjährigen Gedächtnis-Feier der Verantwortung Dr. Martin Luthers auf dem Reichstage zu Worms 1521. Worms 1821.
- Geschichte der Dreifaltigkeitskirche in Worms, bei Gelegenheit des am 31. Juli 1825 zu feiernden Säkular-Festes ihrer Einweihung. Worms 1825.
- Erinnerung an Luther in Worms. In: Allgemeine Kirchenzeitung. 1829, Nr. 54.